# Polistinae
Los polistinos (Polistinae) son una subfamilia de himenópteros apócritos de la familia de los véspidos que comprende unas 1100 especies, principalmente tropicales y subtropicales. En Europa, solo viven nueve especies, todas del género Polistes. Son avispas eusociales, es decir que viven en colonias.

## Características
El abdomen es muy estrecho en la base, y las antenas de los machos están curvadas en la punta. Las reinas (hembras reproductivas) son de aspecto similar al de las obreras (hembras estériles), si bien a veces son algo más grandes o tienen diferente color. En algunas especies hay más de una reina, pero existe la tendencia a que una sola obtenga supremacía. 
Los nidos de la mayoría de las especies son de papel; en unas pocas excepciones son de barro (por ejemplo Polybia emaciata). Los de algunas especies son abiertos, otros son similares a los nidos de los vespinos, recubiertos de numerosas capas de papel. Las celdillas son de forma hexagonal. 
Las avispas de los géneros neotropicales Brachygastra y Polybia producen miel.

## Especies seleccionadas
Tribu Polistini
- Género Polistes
  - P. adelphus
  - P. annularis
  - P. atrimandibularis
  - P. bellicosus
  - P. biglumis
  - P. bischoffi
  - P. carolina
  - P. chinensis
  - P. dominula
  - P. fuscatus
  - P. humilis
  - P. instabilis
  - P. japonicus
  - P. semenowi
  - P. sulcifer
  - P. tepidus

Tribu Mischocyttarini
- Género Mischocyttarus
  - M. collarellus
  - M. flavitarsis
  - M. labiatus
  - Mischocyttarus drewseni

Tribu Epiponini
- Género Agelaia
  - A. multipicta
- Género Apoica
  - A. pallens
- Género Brachygastra
  - B. mellifica
- Género Leipomeles
  - L. dorsata
- Género Parachartergus
  - P. colobopterus
- Género Polybia
  - P. emaciata
  - P. occidentalis
  - P. scutellaris
  - P. sericea
- Género Synoeca

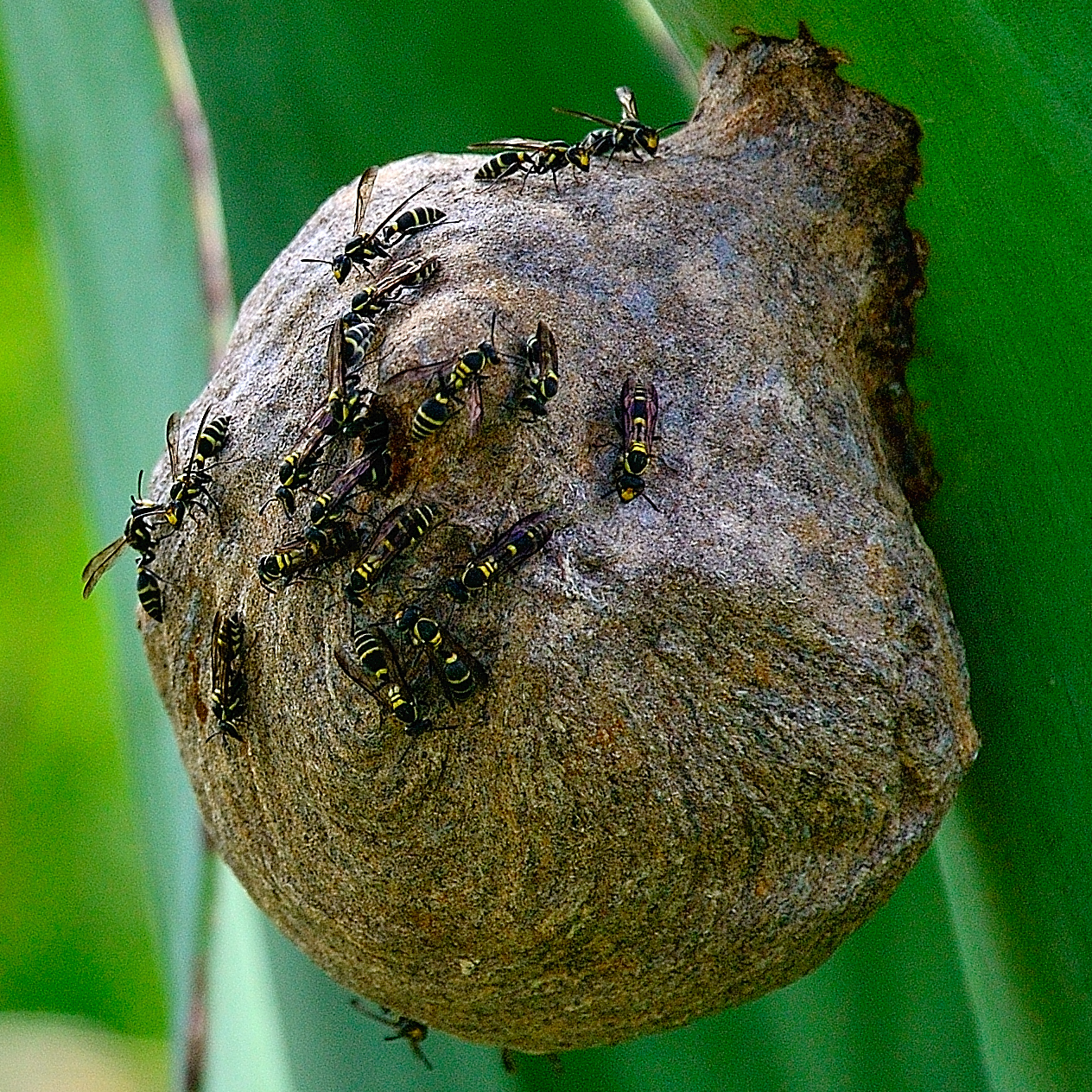
Nido de Polybia, avispas mieleras.

  - S. chalibea (a veces escrito chalybea)
  - S. cyanea
  - S. septentrionalis
  - S. surinama
  - S. virginea

Tribu Ropalidiini
- Género Ropalidia
  - R. marginata
  - R. revolutionalis
  - R. romandi

## Galería

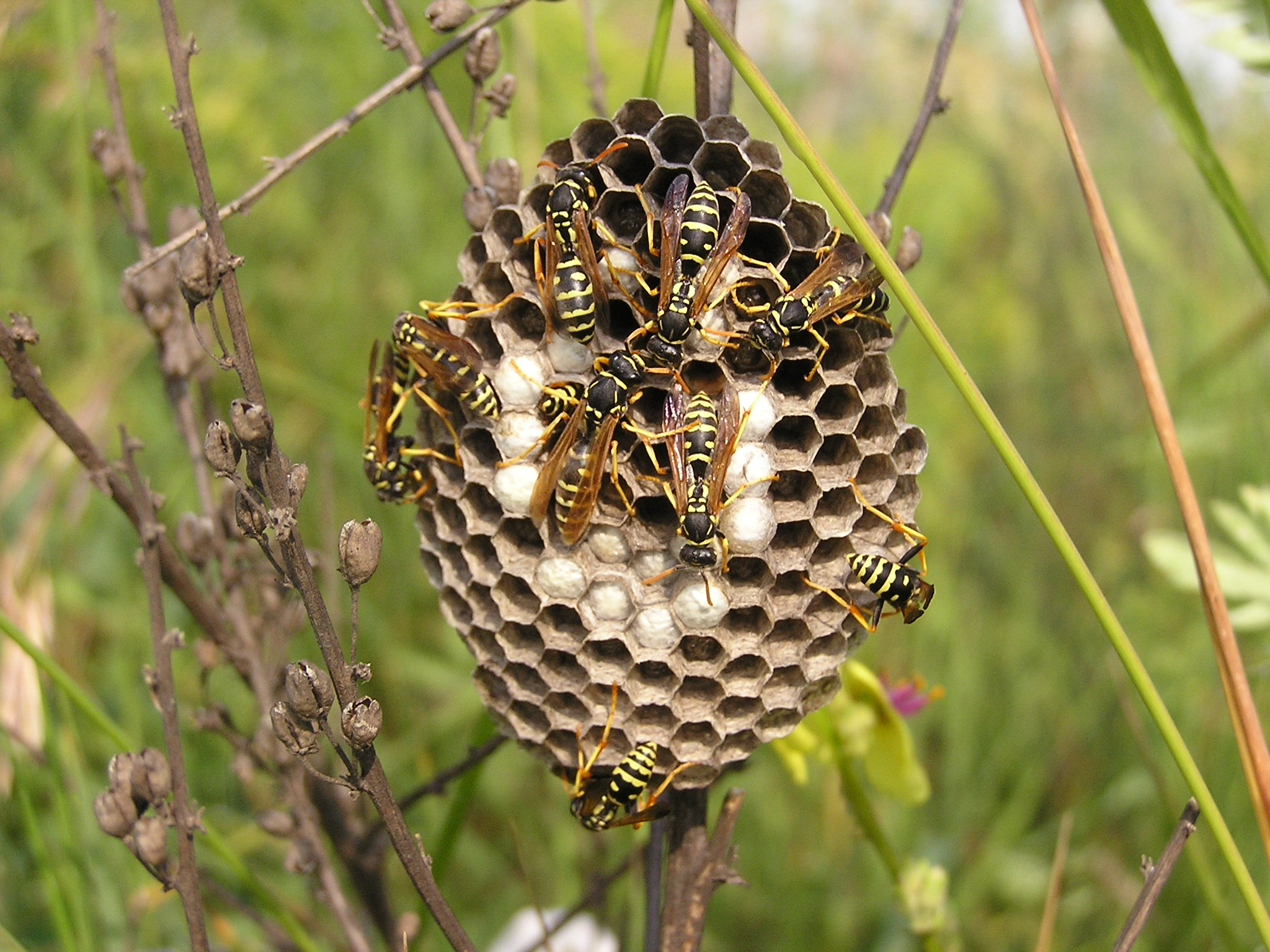
Típico nido entre la vegetación de Polistes gallicus
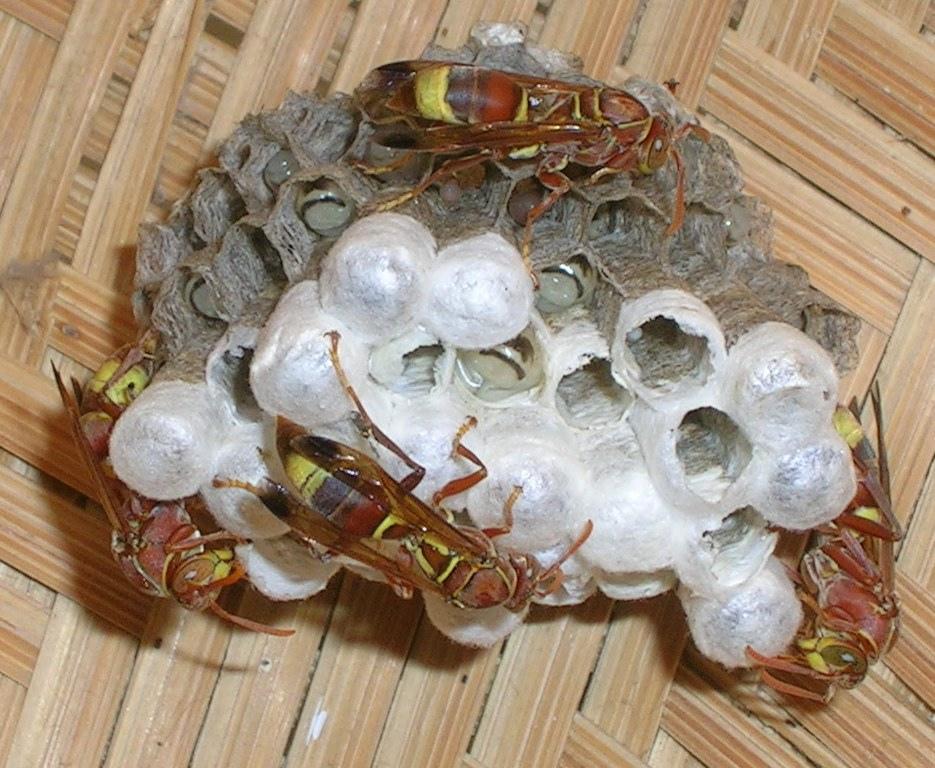
Polistes stigma tamulus de la India
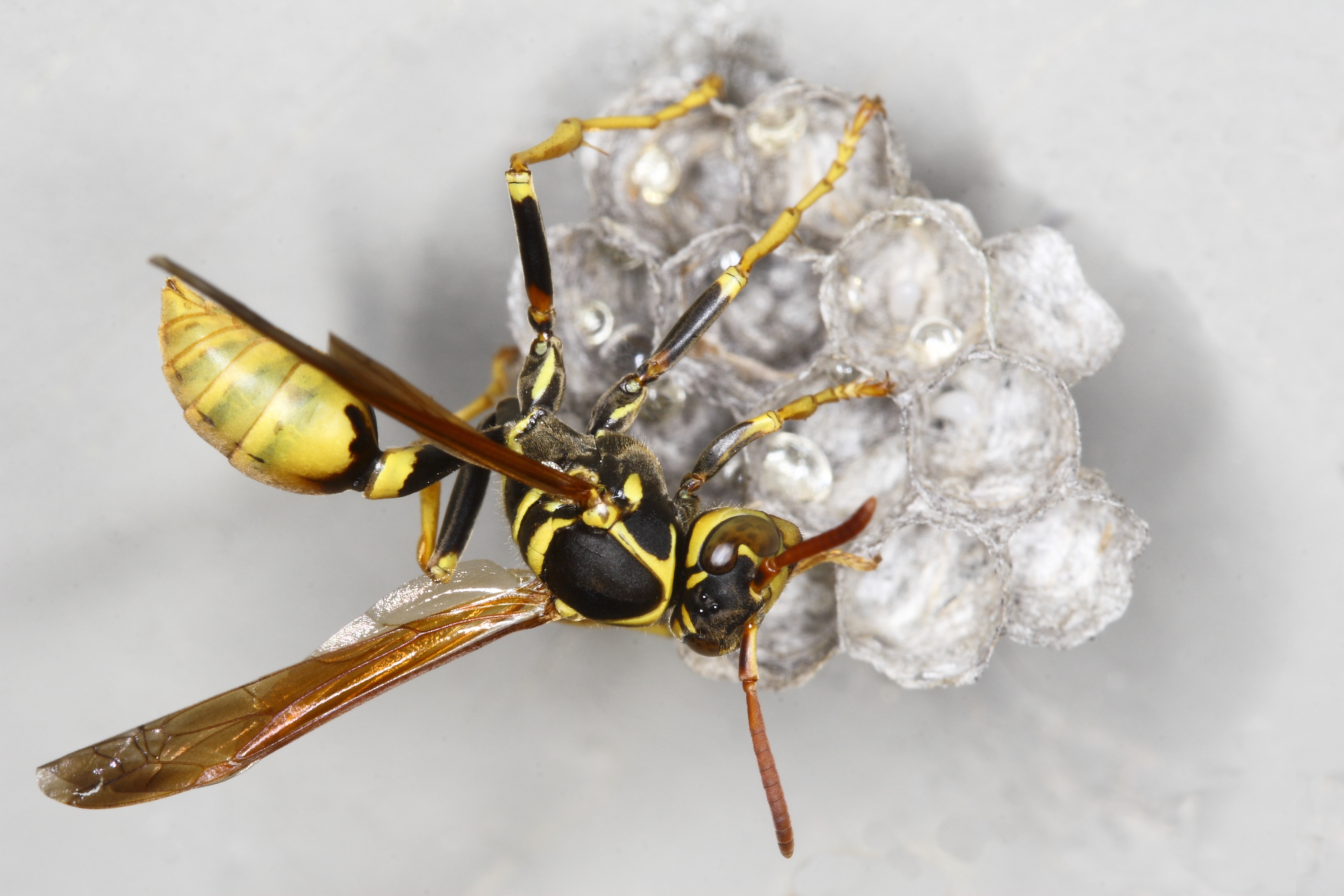
Mischocyttarus flavitarsis, una especie norteamericana
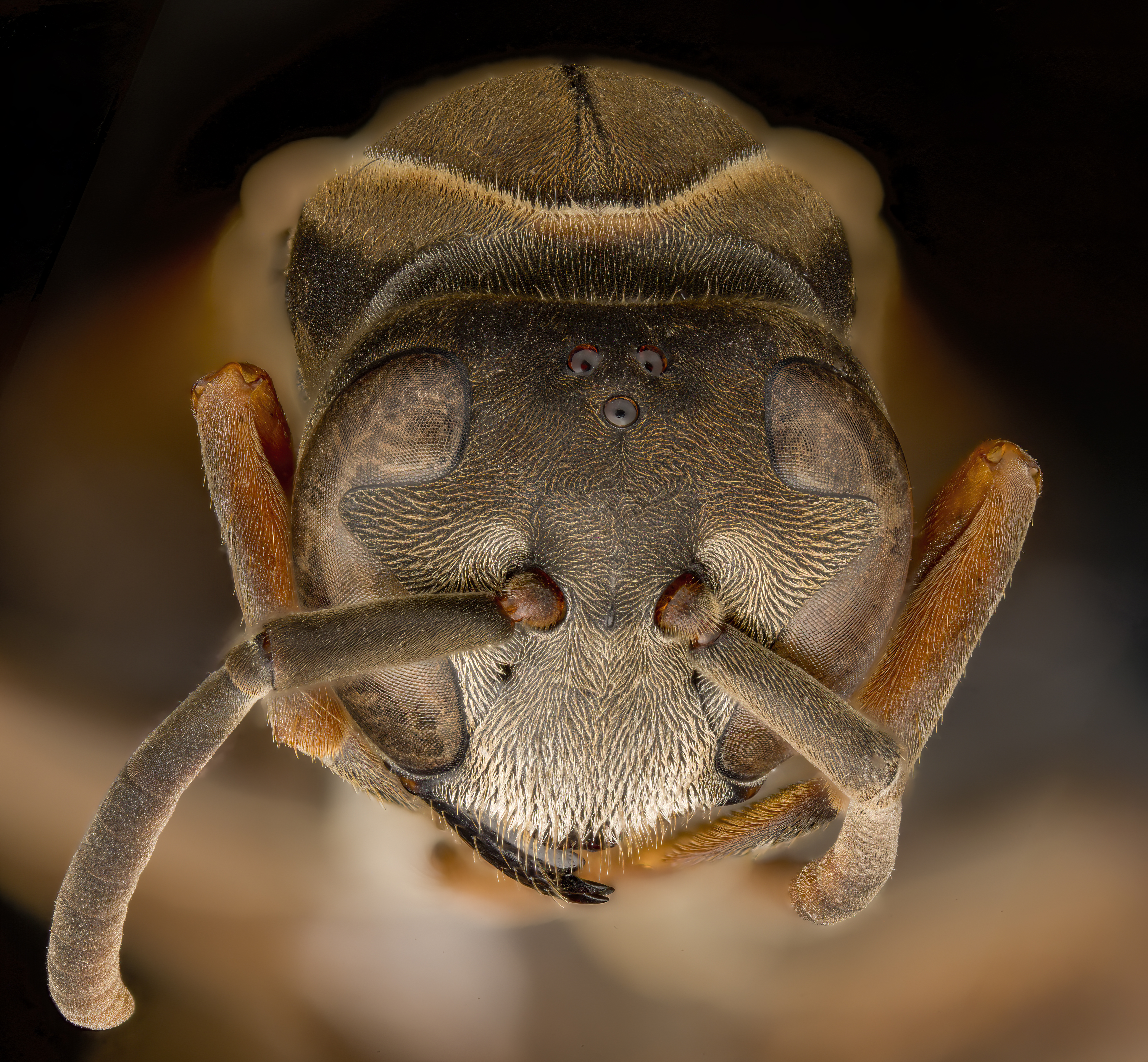
Cabeza de un ejemplar de Polistes fuscatus